# Preston (hrabstwo Adams)
Preston – miasto w Stanach Zjednoczonych, w stanie Wisconsin, w hrabstwie Adams.